# Oswald Faber

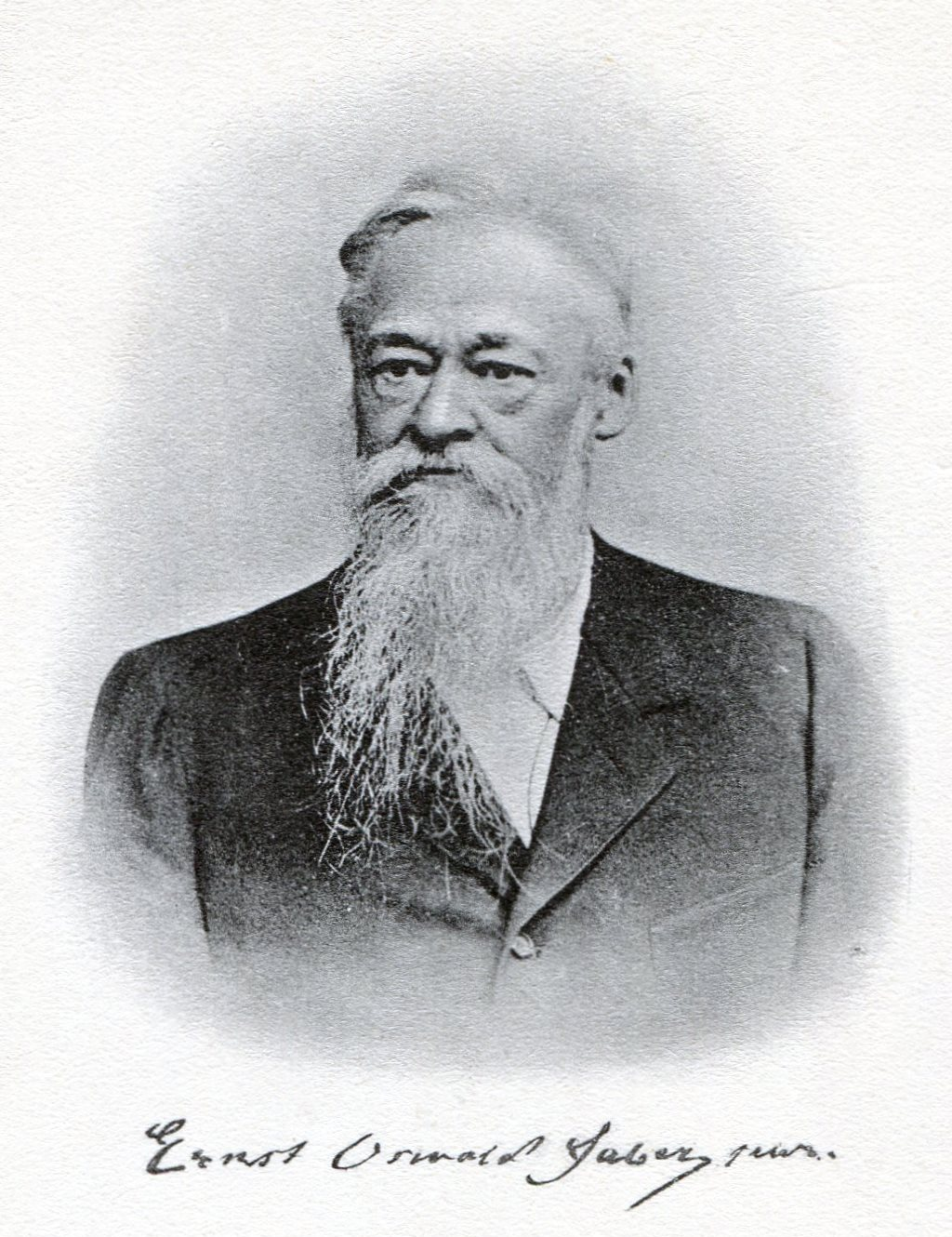
Ernst Oswald Faber sen. 1905

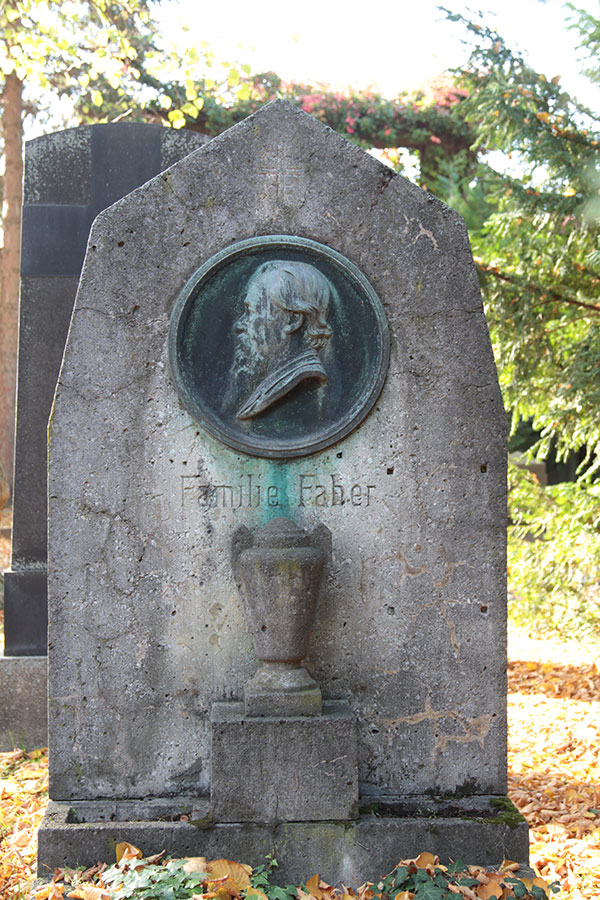
Familie Faber Grabmal
auf dem Südfriedhof in Leipzig

Ernst Oswald Faber (* 26. September 1826 in Lommatzsch; † 17. August 1908 in Leipzig) war ein Vorturner und Turngerätefabrikant.

## Leben
Oswald Faber wurde 1826 im kleinen Städtchen Lommatzsch in der Nähe von Meißen geboren. Er zog 1843 mit nur 17 Jahren als Kaufmann nach Leipzig und trat 1845 als Mitglied in den ATV Leipzig 1845 ein. Er gründete 1846 die Leipziger Turnerfeuerwehr, die dem ATV angegliedert war. 1854 heiratete er die am 27. Juli 1829 geborene Auguste Faber ehem. Gabler.
Am 10. August 1863 gründete er eine Werkstatt für Turngerätebau im westlich von Leipzig gelegenen damaligen Dorf Lindenau. Es war die erste Turngerätefabrik Deutschlands, die Turngeräte auf der Basis einheitlicher Gerätestandards herstellte. Er stellte Turngeräte jeder Art her, vom Turnbock und Trampolin über Barren bis zu Hanteln.
Ein Teil der Mitglieder des ATV trat 1867 aus und gründete den zweiten Leipziger Turnverein (Westvorstadt), der sich später Turn- und Sportverein 1867 nannte. Oswald Faber war Gründungsmitglied und im gleichen Jahr Vorsitzender der Vorturnerschaft, er ging später in die Sportgeschichte als der älteste Vorturner Deutschlands ein.
Krankheit und körperliche Schwäche kamen nach seinem 80. Geburtstag über ihn, er konnte das Haus nicht mehr verlassen. Er starb am 17. August 1908, nur wenige Wochen vor seinem 82. Geburtstag. Am 19. August 1908 fand in der Halle des Leipziger Turnvereins Westvorstadt am Frankfurter Tor, dessen Ehrenmitglied er inzwischen war, eine würdige Trauerfeier für den bedeutenden sächsischen Turnpionier statt. Seine Urne wurde unter großer öffentlicher Anteilnahme auf dem Südfriedhof in Leipzig beigesetzt.
1895 übernahm sein gleichnamiger, ältester Sohn Oswald Faber jun. die Fabrik. Die Firma wurde auf Antrag der Witwe nach dem Tod des Sohnes 1932 aus dem Leipziger Handelsregister gelöscht. Die Familie verkaufte aber auch danach noch Faber’sche Sportartikel.

## Werke
- Faber Oswald. Das Turnen in seinen Beziehungen zu Staat und Volk. Eine Zeitfrage; offenes Sendschreiben an Freunde u. Gegner. 1859.
- Oswald Faber. Die freiwilligen Feuerwehren Anleitung zur Errichtung und Einübung disciplinirter Corps. Leipzig 1864.
- Oswald Faber. Hilfsbuch für das Turnen mit dem Kugelstabe: Nach System des Herrn Dr. Ludwig Seeger; mit 4 Tafeln Abbildungen der Uebungen in Buntdruck bearb. von Oswald Faber. Leipzig 1875.

## Nachruf
Leipziger Tageblatt vom 18. August 1908